# Tandanus bostocki
Tandanus bostocki är en fiskart som beskrevs av Whitley, 1944. Tandanus bostocki ingår i släktet Tandanus och familjen Plotosidae. Inga underarter finns listade i Catalogue of Life.